# BugGuide
BugGuide (BugGuide.net) je webová databáze a online komunita profesionálních i amatérských přírodovědců, kteří zde sdílí svá pozorování členovců, jako jsou hmyz a pavouci. Webová stránka obsahuje průvodce druhy a tisíce fotografií členovců žijících ve Spojených státech a Kanadě. Slouží k identifikaci nálezů a dalšímu výzkumu.
Hosting tohoto nekomerčního webu zajišťuje katedra entomologie na Iowa State University. BugGuide navrhl fotograf Troy Bartlett v roce 2003. Od roku 2006 web spravuje John VanDyk, působící na této katedře.